# Seznam ostrovů Skotska
Ostrovy Skotska větší než 90 km².

## Podle velikosti
|    | ostrov               | skotskou gaelštinou     | rozloha (km²) | pobřeží (km) | max.nadm. výška (m) | nejvyšší vrchol  | počet obyvatel | hustota zalidnění | největší sídlo | správní oblast     | moře                         | souostroví      | poloha                          |
| -- | -------------------- | ----------------------- | ------------- | ------------ | ------------------- | ---------------- | -------------- | ----------------- | -------------- | ------------------ | ---------------------------- | --------------- | ------------------------------- |
| 1  | Velká Británie       | Breatainn Mhòr          | 68 380,30     | —            | 1 344               | Ben Nevis        | 5 334 399      | 78,01             | Glasgow        | Skotsko            | Severní, Irské, Skotské moře | Britské ostrovy | 57° s. š., 5° z. d.             |
| 2  | Lewis a Harris       | Leòdhas agus na Hearadh | 2 178,98      | —            | 799                 | Clisham          | 21 031         | 9,65              | Stornoway      | Na h-Eileanan Siar | Skotské moře                 | Vnější Hebridy  | 58°15′ s. š., 6°40′ z. d.       |
| 3  | Skye                 | An t-Eilean Sgitheanach | 1 656,25      | —            | 993                 | Sgùrr Alasdair   | 10 008         | 6,04              | Portree        | Highland           | Skotské moře                 | Vnitřní Hebridy | 57°20′ s. š., 6°16′ z. d.       |
| 4  | Mainland (Shetlandy) | Mòr-thìr, Sealtainn     | 968,79        | —            | 450                 | Ronas Hill       | 18 765         | 19,37             | Lerwick        | Shetlandy          | Severní moře                 | Shetlandy       | 60°19′ s. š., 1°16′ z. d.       |
| 5  | Mull                 | Muile                   | 875,35        | —            | 966                 | Ben More         | 2 990          | 3,42              | Tobermory      | Argyll a Bute      | Skotské moře                 | Vnitřní Hebridy | 56°27′ s. š., 6° z. d.          |
| 6  | Islay                | Ìle                     | 619,56        | —            | 491                 | Beinn Bheigeir   | 3 228          | 5,21              | Port Ellen     | Argyll a Bute      | Skotské moře                 | Vnitřní Hebridy | 55°46′ s. š., 6°9′ z. d.        |
| 7  | Mainland (Orkneje)   | Mòr-thìr, Arcaibh       | 523,25        | —            | 271                 | Mid Hill         | 17 162         | 32,81             | Kirkwall       | Orkneje            | Severní moře                 | Orkneje         | 58°59′ s. š., 3°6′ z. d.        |
| 8  | Arran                | Arainn                  | 432,01        | —            | 874                 | Goat Fell        | 4 629          | 10,72             | Lamlash        | Severní Ayrshire   | Skotské moře                 | Britské ostrovy | 55°34′39″ s. š., 5°14′15″ z. d. |
| 9  | Jura                 | Diùra                   | 366,92        | —            | 785                 | Beinn an Òir     | 196            | 0,53              | Craighouse     | Argyll a Bute      | Skotské moře                 | Vnitřní Hebridy | 56°5′ s. š., 5°45′ z. d.        |
| 10 | Jižní Uist           | Uibhist a Deas          | 320,26        | —            | 620                 | Beinn Mhòr       | 1 754          | 5,48              | Lochboisdale   | Na h-Eileanan Siar | Skotské moře                 | Vnější Hebridy  | 57°16′0″ s. š., 7°19′ z. d.     |
| 11 | Severní Uist         | Uibhist a Tuath         | 303,05        | —            | 347                 | Eaval            | 1 254          | 4,14              | Lochmaddy      | Na h-Eileanan Siar | Skotské moře                 | Vnější Hebridy  | 57°36′ s. š., 7°20′ z. d.       |
| 12 | Yell                 | Yell                    | 212,11        | —            | 210                 | Hill of Arisdale | 966            | 4,56              | Mid Yell       | Shetlandy          | Severní moře                 | Shetlandy       | 60°37′22″ s. š., 1°6′ z. d.     |
| 13 | Hoy                  | Hòigh                   | 134,58        | —            | 479                 | Ward Hill        | 419            | 2,93              | Lyness         | Orkneje            | Severní moře                 | Orkneje         | 58°51′ s. š., 3°18′ z. d.       |
| 14 | Bute                 | Eilean Bhòid            | 122,17        | —            | 278                 | Windy Hill       | 6 498          | 53,26             | Rothesay       | Argyll a Bute      | Skotské moře                 | Britské ostrovy | 55°49′26″ s. š., 5°6′39″ z. d.  |
| 15 | Unst                 | Unst                    | 120,68        | —            | 284                 | Saxa Vord        | 632            | 5,27              | Baltasound     | Shetlandy          | Severní moře                 | Shetlandy       | 60°45′ s. š., 0°53′ z. d.       |
| 16 | Rùm                  | Rùm                     | 104,63        | —            | 812                 | Askival          | 22             | 0,21              | Kinloch        | Highland           | Skotské moře                 | Vnitřní Hebridy | 57° s. š., 6°21′ z. d.          |
| 17 | Benbecula            | Beinn na Faoghla        | 82,03         | —            | 124                 | Ruabhal          | 1 303          | 15,89             | Balivanich     | Na h-Eileanan Siar | Skotské moře                 | Vnější Hebridy  | 57°26′45″ s. š., 7°19′11″ z. d. |
| 18 | Tiree                | Tiriodh                 | 78,34         | —            | 141                 | Ben Hynish       | 653            | 8,34              | Scarinish      | Argyll a Bute      | Skotské moře                 | Vnitřní Hebridy | 56°31′ s. š., 6°49′ z. d.       |
| 19 | Coll                 | Colla                   | 76,85         | —            | 106                 | Ben Hogh         | 195            | 2,54              | Arinagour      | Argyll a Bute      | Skotské moře                 | Vnitřní Hebridy | 56°38′ s. š., 6°33′26″ z. d.    |